# Il matrimonio alchimistico di Alistair Crompton
Il matrimonio alchimistico di Alistair Crompton (titolo orig. The Alchemical Marriage of Alistair Crompton, edito negli USA col titolo Crompton Divided) è un romanzo di fantascienza dello scrittore americano Robert Sheckley, pubblicato nel 1978.
Il romanzo trae origine dal racconto breve Join Now, pubblicato nel 1958 su «Galaxy», edito in Italia nel 1961 col titolo di Reintegrazione. Una versione riveduta del racconto apparve col titolo The Humours nel 1960, nella raccolta Store of Infinity.

## Trama
Alistair Crompton è il miglior tecnico della più importante industria di psicoprofumi del mondo, ma non è una persona intera: è la terza parte di una personalità schizoide, quella che fu ritenuta dai medici la più adatta ad abitare il corpo originario. Le altre due sono state trasferite in un corpo artificiale che sarebbe vissuto fino a un massimo di quaranta anni. Per la legge della Terra ogni individuo scisso può chiedere la riunificazione a trent'anni, a patto che le altre personalità lo vogliano.
Alistair decide che è venuto il momento di riunirsi con le altre parti di se stesso. Ruba un po' di essenze preziosissime per pagarsi il viaggio e vola verso i pianeti dove vivono le altre due personalità. Decide di trovare prima quella edonistica: giunge sul pianeta dove questa vive e mettendole alle calcagna un bruto la convince a riunirsi a lui. Le due personalità vivranno separate nel corpo di Alistair finché non sarà inglobata anche l'ultima. Alistair vola sul selvaggio pianeta dove vive l'altra personalità, quella violenta.
Il viaggio viene movimentato dai conflitti scoppiati tra Alistair e la personalità edonista che vedono comunque prevalere il protagonista. I due raggiungono il pianeta dove vive l'ultima personalità che, a causa dei suoi comportamenti violenti sta per essere impiccata dagli abitanti del mondo selvaggio. I due riescono a salvare la personalità violenta poco prima dell'esecuzione e tentano senza successo la fusione con essa.
La terza personalità rivela alle altre due di aver sofferto a sua volta di personalità multiple e che la sua seconda personalità, per contrasto estremamente pacifica, era stata separata da lui. Insieme, rintracciano il corpo di questa quarta personalità e inglobano anch'essa ma senza ottenere i risultati sperati.
A causa della procedura fallita il corpo originario di Alistair rischia la morte ma, grazie ad una droga, Alistair riesce ad addormentare le altre due personalità e raggiungere un pianeta dove si applica una cura ritenuta infallibile. Dopo aver ricevuto la cura ingaggia una battaglia mentale contro le altre tre personalità e riesce a completare con successo la fusione sconfiggendole.
Nasce un nuovo individuo che però ben presto si accorge di non essere soddisfatto della propria nuova personalità.

## Edizioni italiane
- Il matrimonio alchimistico di Alistair Crompton, traduzione di Beata Della Frattina, Collana Urania n.757, Milano, Mondadori, settembre 1978,  p. 159.
- Il matrimonio alchimistico di Alistair Crompton, traduzione di B. Della Frattina, Collana Classici Urania n.269, Milano, Mondadori, agosto 1999,  p. 218, ISBN 977-11-204-9600-4.
- Il matrimonio alchimistico di Alistair Crompton, traduzione di Annarita Guarnieri, Approfondimenti sull'autore di Salvatore Proietti, Collana Urania Collezione n.255, Milano, Mondadori, aprile 2024,  p. 224, ISBN 977-17-216-4236-7.